# جئونگ-دونگ
جئونگ-دونگ (به لاتین: Jeong-dong) یک منطقهٔ مسکونی در کره جنوبی است که در Jung District واقع شده‌است.